# Onotoa
Onotoa es un atolón y un distrito de la República de Kiribati en el océano Pacífico, a 65 km de Tamana, la isla más pequeña de las islas Gilbert.
El atolón es similar a muchos otros atolones en las islas Gilbert, con su línea continua de islotes e islas en el lado este. El lado oeste consiste en un arrecife de coral sumergido que rodea la laguna central de la isla. 
- Datos: Q576865
- Multimedia: Onotoa / Q576865